# No Limit (2 Unlimited-dal)
A No Limit című dal a holland 2 Unlimited első kimásolt kislemeze a No Limits című 1993-ban megjelent második stúdióalbumról, mely sorban az 5. kislemeze a csapatnak.

## Előzmények
A No Limit volt az 5. kislemeze a holland 2 Unlimited nevű párosnak, a 2. stúdióalbumnak pedig az első kimásolt kislemeze a No Limits című albumukról.
A korábbi dalokhoz hasonlóan a brit változatban Ray Slijngaard rap betétjei eltűntek a dalból, csupán az énekesnő Anita éneke maradt. Csupán Ray hangjából a "Techno" szó maradt, valamint a (from the line "I'm making techno and I am proud") mely a dal közepén hallható. Ray vokáljából csupán a Techno! Techno! Techno! Techno! kiáltások maradtak a dalban.
Napjainkban a dal az egyik legismertebb eurodance sláger, mely világméretű ismeretséget hozott a duónak, és 2,8 millió példányszámban kelt el szerte a világban. A dal az Egyesült Királyságban, Finnországban, Dániában, Spanyolországban előkelő helyezést ért el, és az Egyesült Államokban is 25. helyezést ért el. Európában 1993-ban ez volt a legnagyobb sláger.

## Remixek
A dalnak számos feldolgozása született, többek között a Millenium Remixek, melyek 2000-ben jelentek meg. 
A dalokhoz a belga Dj páros Philip Gerard A. Dirix & Nico Deleu, valamint Dirk Dierickx szintén belga dj-producer.
2003-ban a No Limit 2.3 című kislemez jelent meg, mely az eredeti változat 2003-as verzióit tartalmazza. A dalhoz Master Blaster, Dj Digress, valamint Marco DeJonge készített remixeket. A dal 2003 április 28-án jelent meg Németországban a Terapia kiadónál.
A dal a német kislemezlistán a 41. helyig jutott.

## Megjelenés
CD EP  Csehszlovákia Europroduction – EP 0026-2
1. No Limit (Rap Mix) 3:28
2. No Limit (Extended) 5:40
3. No Limit (Extended Rap) 5:54
4. No Limit (Rio & Le Jean Remix) 4:56 Remix – Rio & Le Jean
5. No Limit (Automatic Remix) 4:58 Remix – Automatic
6. No Limit (Automatic Breakbeat Remix) 4:46 Remix – Automatic